# Cappella Firrao

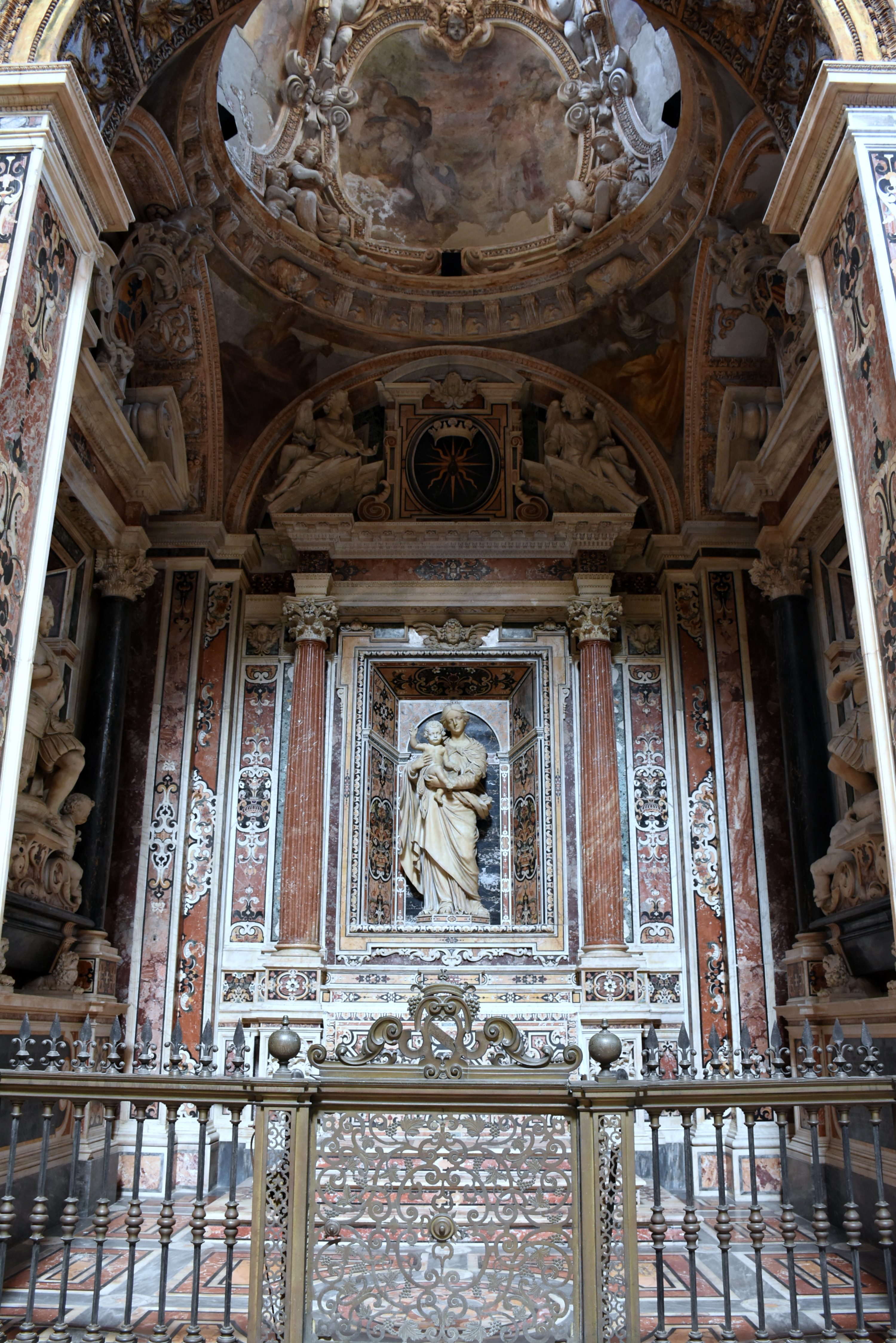
La cappella

La cappella Firrao è una cappella barocca della basilica di San Paolo Maggiore a Napoli.
Si tratta di una delle espressioni del barocco napoletano più notevoli, per la quale vi lavorarono Giacomo e Dionisio Lazzari (per i progetti decorativi e i marmi commessi), Giulio Mencaglia e Giuliano Finelli (per le sculture) e Aniello Falcone (per gli affreschi della cupola).

## Storia

### L'acquisto della cappella
La cappella fu voluta nel 1635 da Cesare Firrao, un potente esponente della nobiltà napoletana, principe di Sant'Agata, membro dell'Accademia degli Oziosi e personalità di grandi doti militari al servizio della corona di Spagna, grazie alla quale ebbe un notevole sviluppo economico sociale che gli permise tra le altre cose di trasferirsi da Luzzi, in Calabria, da cui era originaria la famiglia, alla capitale vicereale, nel nuovo palazzo familiare di sua proprietà in via Costantinopoli.
Il primo pagamento riferito ai lavori nella cappella si registra nel 1635, con l'esborso da parte del committente di 500 ducati per acquistare il suolo dove ve ne era una precedente, più piccola, dedicata a San Pietro.
L'anno seguente iniziano gli interventi strutturali al nuovo ambiente che ne prevedevano l'ampliamento, per cui il Firrao sborsò altri 200 ducati in favore dei marmorari che dovevano lavorare all'interno, quindi a Giacomo Lazzari (che ebbe anche un ruolo di direttore dei lavori) e due suoi collaboratori, Francesco Valentini e Simone Tacca.

### Gli interventi barocchi

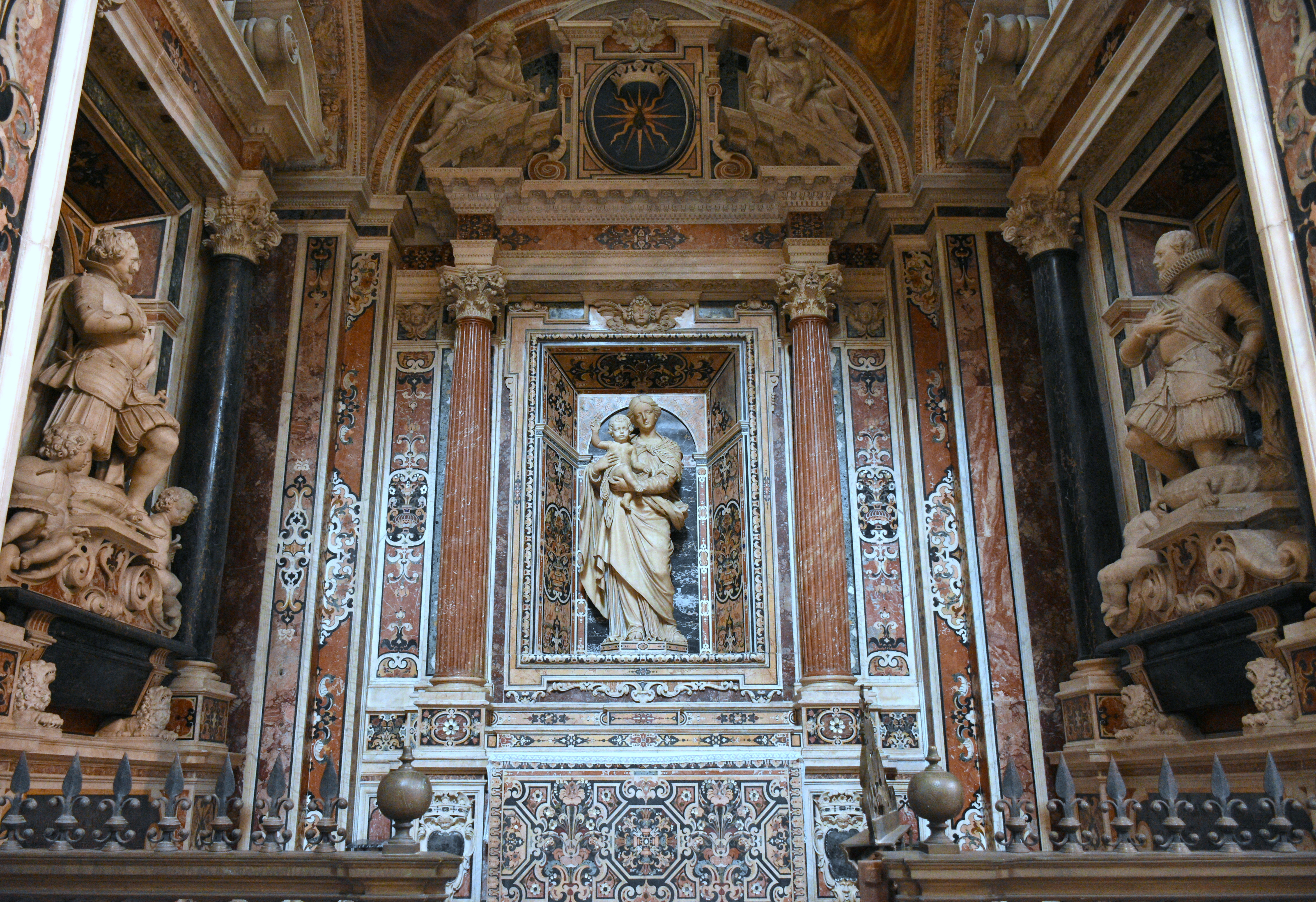
Vista sulle sculture della cappella

Per l'esecuzione del progetto stilato dal Lazzari, Cesare Firrao pagò al 1639 una somma complessiva pari a 2.068 ducati. Tuttavia l'architetto morì nel 1640, pertanto il progetto fu continuato dal figlio Dionisio, che diede seguito al cantiere utilizzando i disegni del padre per tutti gli interventi compiuti fino al 1642, mentre successivamente a questa data e fino al 1645 tutte le opere realizzate furono dirette e progettate in pena autonomia.
I padri Teatini di San Paolo Maggiore redigono nel 1640 l'atto ufficiale di concessione della cappella alla famiglia Firrao. Secondo il volere del committente la nuova cappella avrebbe dovuto essere incentrata su una pala d'altare di Massimo Stanzione raffigurante la Madonna delle Grazie, a cui viene dedicato il culto. Il dipinto viene effettivamente realizzato nel 1641, dietro compenso di 120 ducati, secondo un modello stabilito da una tavoletta più piccola eseguita da Innocenzo Francucci da Imola e che fu donata (di provenienza spagnola) al principe che la tenne in custodita nella sua cappella privata in via Costantinopoli. La pala di Stanzione rimase nell'altare fino al novembre 1643, quando fu rimossa (non si sa per quale motivo) e ricollocata nel palazzo familiare (dove non sarà mai più rintracciata già da maggio del 1647, quattro mesi dopo la morte di Cesare Firrao), mentre al suo posto nella cappella si avviarono lavori per ospitare una scultura sul medesimo soggetto.

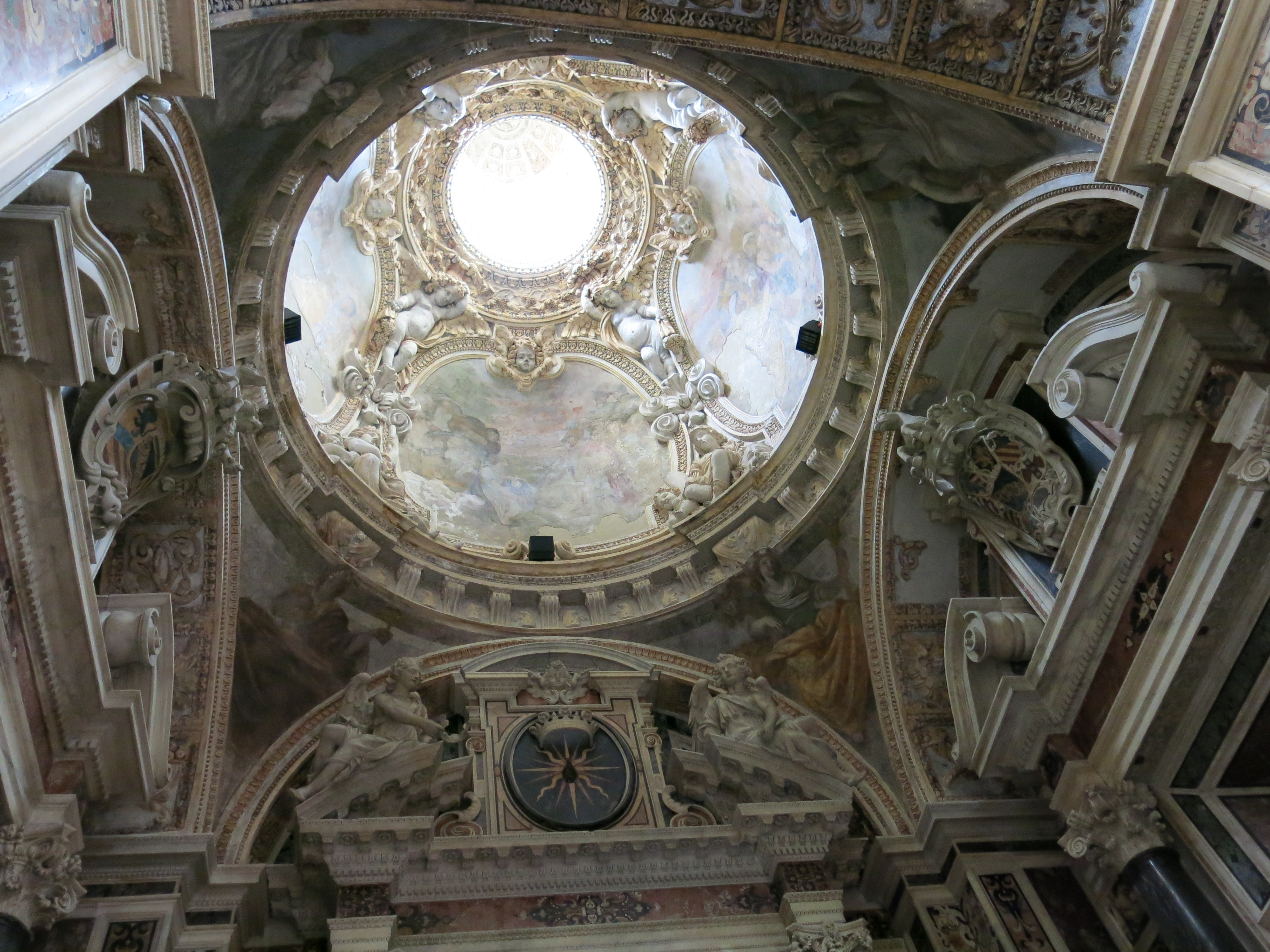
La cupola

Tra agosto e novembre del 1640 si registrano intanto i pagamenti di complessivi 600 ducati a Dionisio Lazzari per la realizzazione delle aperture di due nicchie nelle pareti laterali volte ad ospitare monumenti funebri. Cesare infatti pensò di colocare i sepolcri con i ritratti a figura intera di sé stesso e di suo padre, Antonino Firrao. La prima scultura a essere realizzata fu quella del committente, opera di Giuliano Finelli datata 1641, mentre al 1642-1643 risale quella di suo padre, chiesta a Giulio Mencaglia, al quale fu espressamento detto di adeguarsi alle dimensioni e alle forme della scultura che già decorava la parete di fronte. Dai documenti antichi risulta tuttavia che la scultura di Antonino fu richiesta in sostituzione di un'altra precedente che fu di Cosimo Fanzago, scolpita in contemporanea con i lavori del Finelli e che rimase in loco da luglio 1642 fino a febbraio del 1643, quando venne completata la versione del Mencaglia. Non si sa per quale motivo l'opera dello scultore bergamasco sia stata rimpiazzata da un'altra versione successiva, di certo si sa che dei 550 ducati che questi ricevette in fase di commessa (nel 1641), Cesare Firrao ne chiese in restituzione 100 ducati, oltre al blocco di marmo acquistato, per via del mancato rispetto dei tempi di consegna. Un collaboratore del Mencaglia, Bernardino Landini, è invece registrato quale realizzatore dei putti sui due sarcofagi e dei due angeli sul timpano dell'altare, tutti compiuti nel 1641.

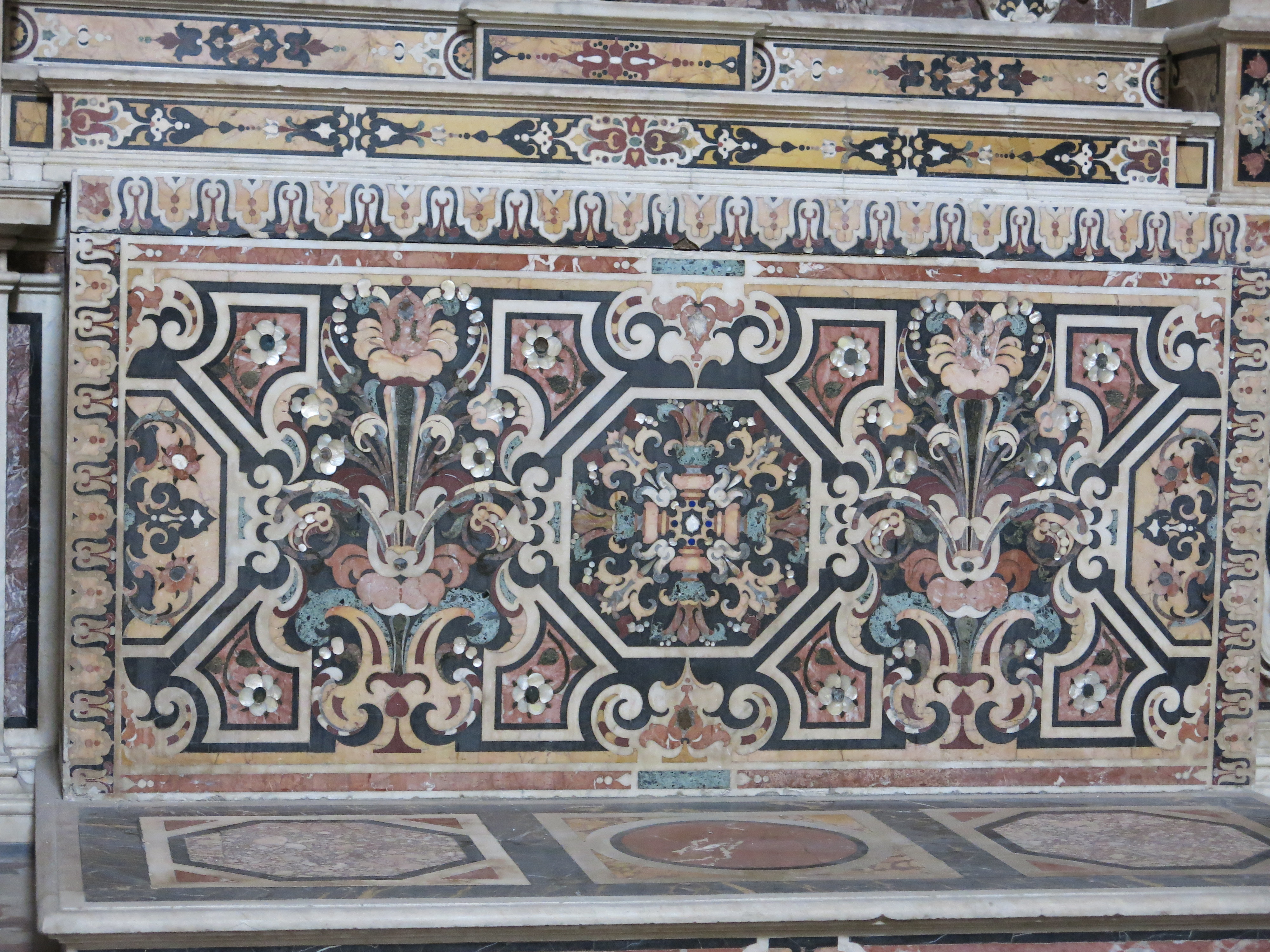
Paliotto d'altare in marmi commessi, opera di Dionisio Lazzari

Sempre al 1641 furono poi realizzati i lavori sul registro superiore della cappella, quindi la cupola con elementi decorativi in stucco e affreschi. I primi, pagati 250 ducati, vennero compiuti da Donato Peri e dorati da Nicola Falcone, mentre i secondi furono realizzati dal più noto cugino Aniello, dove dipinse Storie dell'Antico Testamento e allegorie nei pennacchi.
Dionisio Lazzari completa la cappella nel 1642 realizzando di sua mano i progetti mancanti: quindi il pavimento marmoreo (valutato 437 ducati) recante lo scudo familiare dei Firrao, l'epitaffio sotto la tomba di Antonino, il paliotto e la predella d'altare. L'architetto dovette anche modificare il progetto paterno sulla parete frontale: nel 1643 fu infatti aperta la nicchia dove venne collocata la scultura richiesta nel 1644 a Giulio Mencaglia in sostituzione della tela di Stanzione, sempre ritraente il soggetto della Madonna delle Grazie secondo il modello della tavoletta antica. Non si sa con precisione quanto costò l'opera, di certo si sa che lo scultore ricevette un anticipo di 100 ducati, più altri 800 a saldo, che però comprendevano anche gli interventi che assieme al Landini stava eseguendo nella facciata di palazzo Firrao.
I Lavori terminarono definitivamente nel 1646 con la realizzazione della cancellata d'ingresso in ottone, compiuta da maestranze locali e che funse persino da esempio per la cappella Cacace nella vicina San Lorenzo Maggiore, portando la spesa complessiva per la cappella a 18.000 ducati.

### La cappella dopo la morte di Cesare Firrao

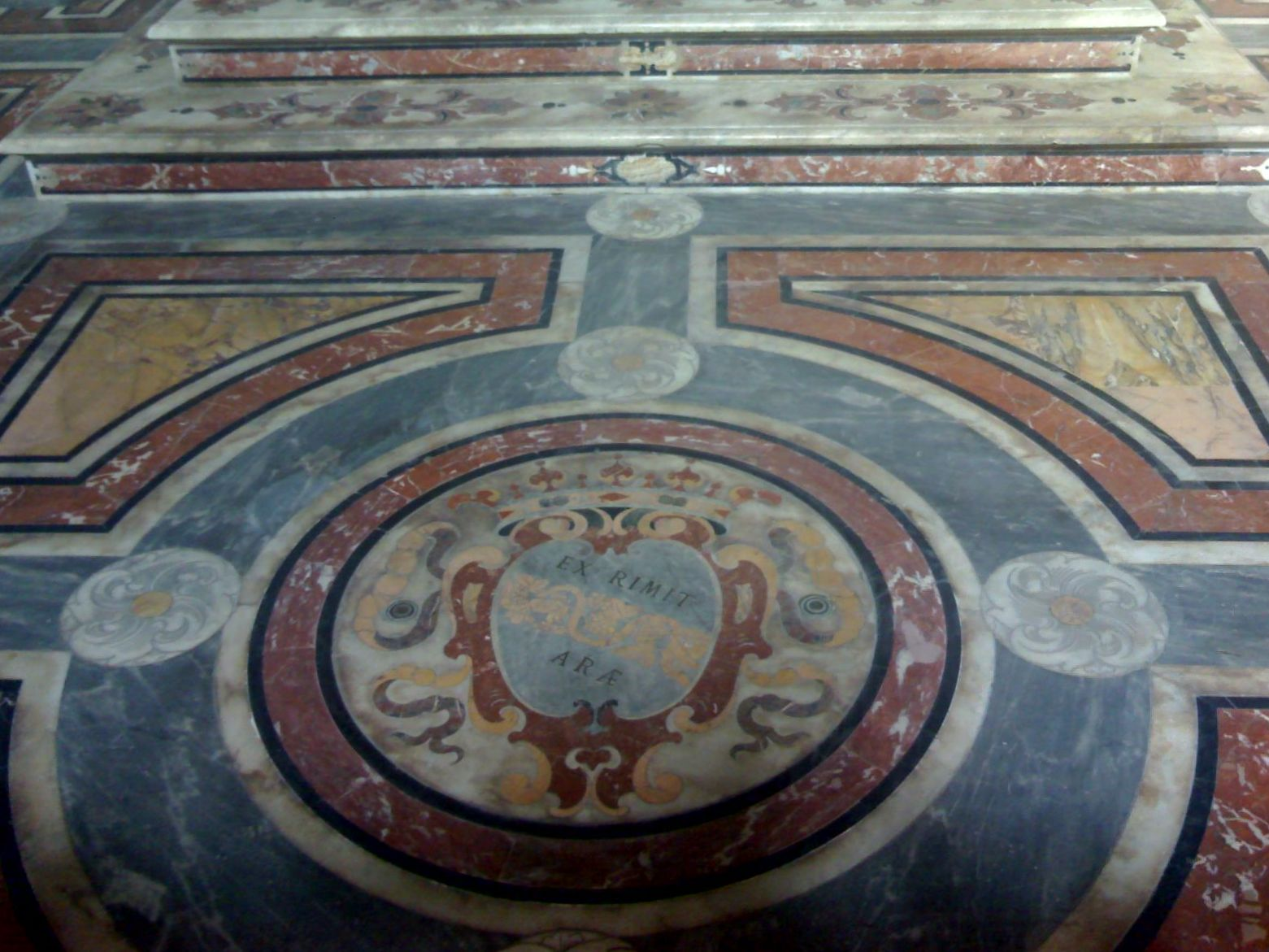
Pavimento marmoreo recante lo stemma Firrao, opera di Dionisio Lazzari

Alla morte di Cesare Firrao avvenuta il 2 gennaio 1647, senza figli nonostante due matrimoni, l'eredità passa al nipote Tommaso. Nella cappella fu portata secondo le sue volontà testamentarie la piccola tavoletta della Madonne delle Grazie di Innocenzo da Imola e collocata ai piedi della scultura omonima del Mencaglia.
Nel 1649 l'erede Firrao iniziò una controversia legale con i padri Teatini. Il processo verteva sul fatto che i chierici ritenevano di non aver avuto il compenso adeguato per la cappella, mentre Tommaso sosteneva che i padri concessero a loro tempo lo spazio allo zio gratuitamente (fatta eccezione dei 500 ducati elargiti per il suolo), con l'intenzione di beneficiare solo indirettamente del prestigio che avrebbe dato alla chiesa una cappella di tale portata artistica, la quale avrebbe attratto altre famiglie nobili a costruire in chiesa anche la propria di cappella. Il processo terminò nel 1651 con una sentenza in favore dell'erede.
Il successo che ebbe la cappella Firrao è testimoniato dal racconto di Pomezio Sarnelli nella sua guida alla città del 1685, dove la cita come uno dei più alti capolavori del Seicento napoletano «per la maestà dell'architettura e maestria del lavoro», meritando nel testo una speciale menzione che invece non avrà nessun'altra dell'edificio religioso.
La piccola tavoletta della Madonna delle Grazie di Innocenzo da Imola fu trafugata dalla cappella (o dalla sacrestia) nel 1968; venne rinvenuta in una casa d'asta londinese solo nel negli anni '80 e riportata a fine anni '90 nel convento di San Paolo Maggiore, dov'è tuttora.

## Descrizione
I lavori alla cappella furono eseguiti nelle sue decorazione marmoree da Giacomo e Dionisio Lazzari tra il 1640 e il 1646, che per i loro apparati usarono materiali particolarmente preziosi, come lapislazzuli e madreperla lavorati.
L'elemento centrale dell'ambiente è la scultura raffigurante la Madonna delle Grazie (1644), a cui è dedicato il patrocinio, opera di Giulio Mencaglia, di cui è le firma sulla base a destra: «Iulius Mencaglius Carrarensis Sculpebat». La scultura richiama in maniera esplicita la posa della tavoletta di Innocenzo da Imola. Ai lati sono i due principali ritratti della famiglia, sul lato sinistro è Cesare Firrao, committente ufficiale dell'esecuzione della cappella, mentre sul lato destro è Antonino Firrao, padre di Cesare. La prima scultura è opera di Giuliano Finelli, la seconda invece fu eseguita ancora dal Mencaglia. Tutte le opere dialogano tra loro negli sguardi e nelle gestualità, con i due nobili, inginocchiati dinanzi alla Madonna in segno di sua devozione.

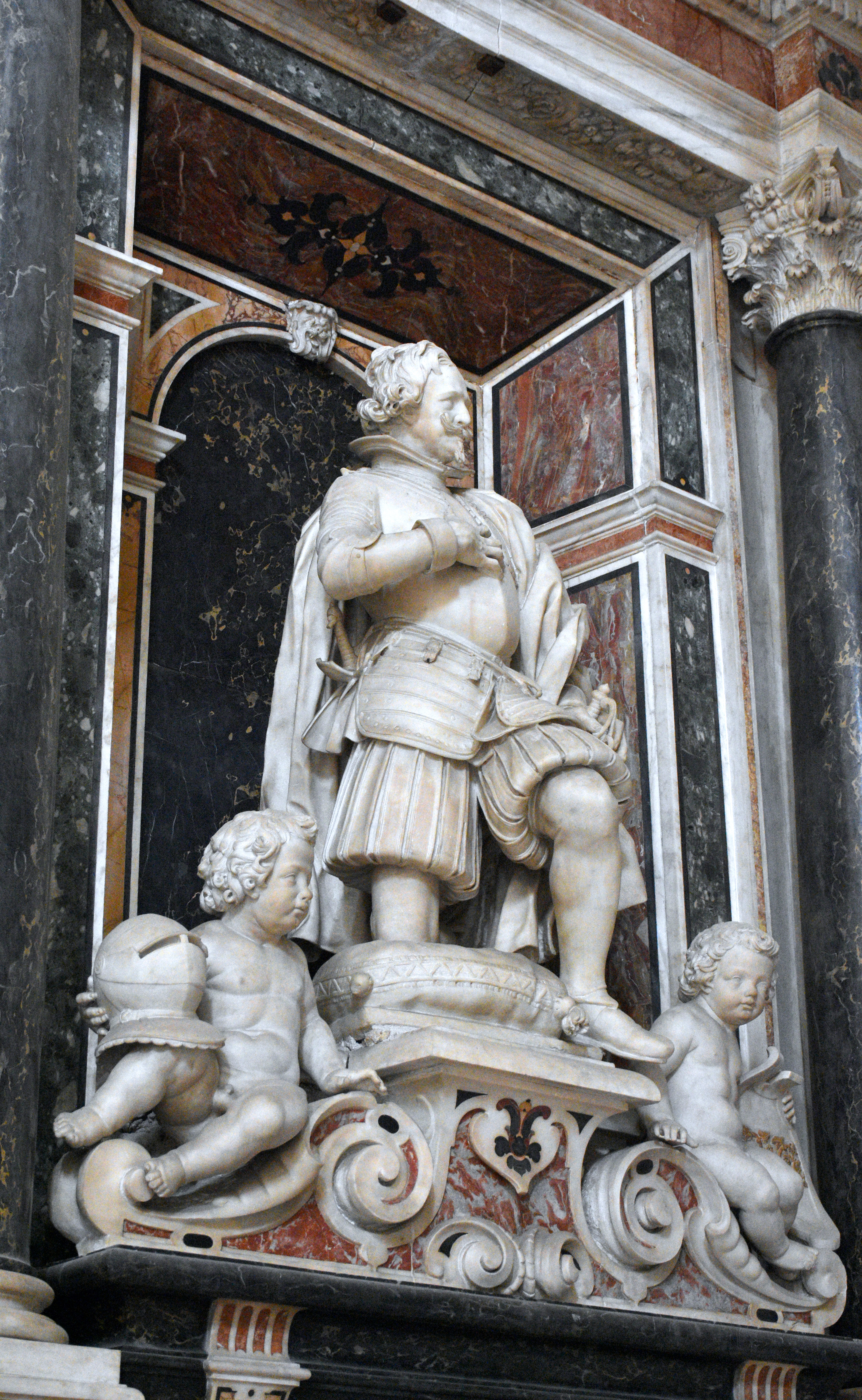
Statua di Cesare Firrao, Giuliano Finelli (1641)
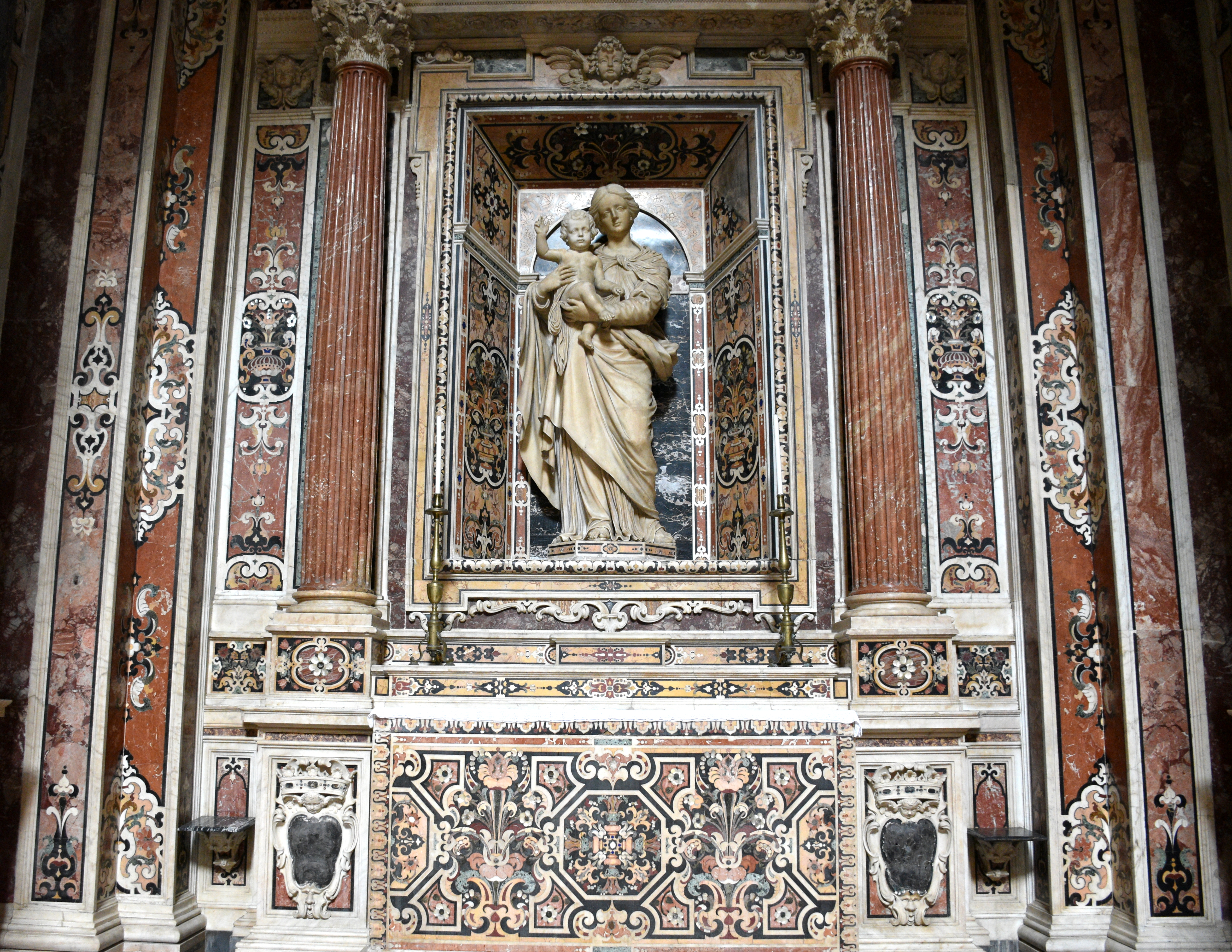
Madonna delle Grazie, Giulio Mencaglia (1644)
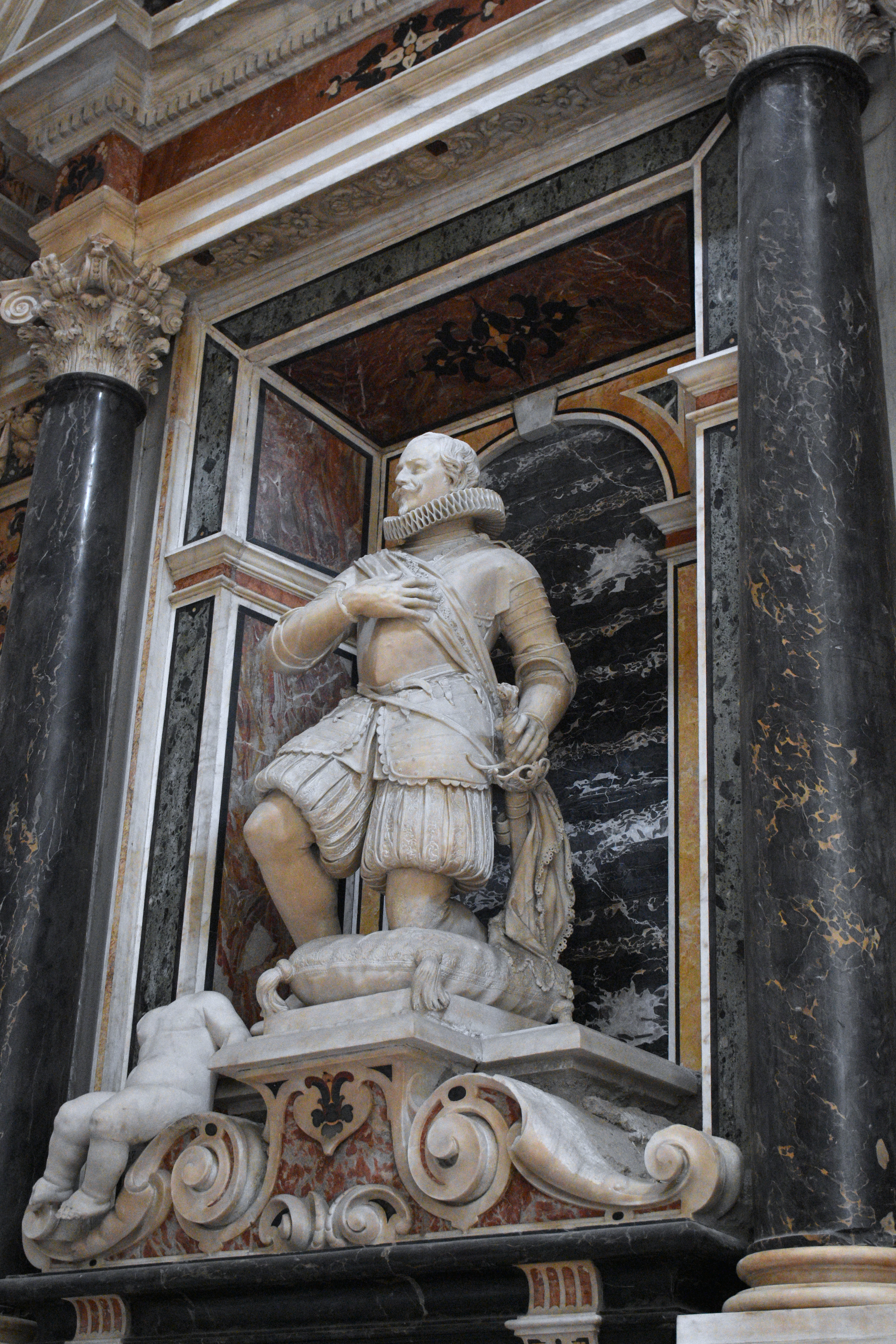
Statua di Antonino Firrao, Giulio Mencaglia (1642-1643)

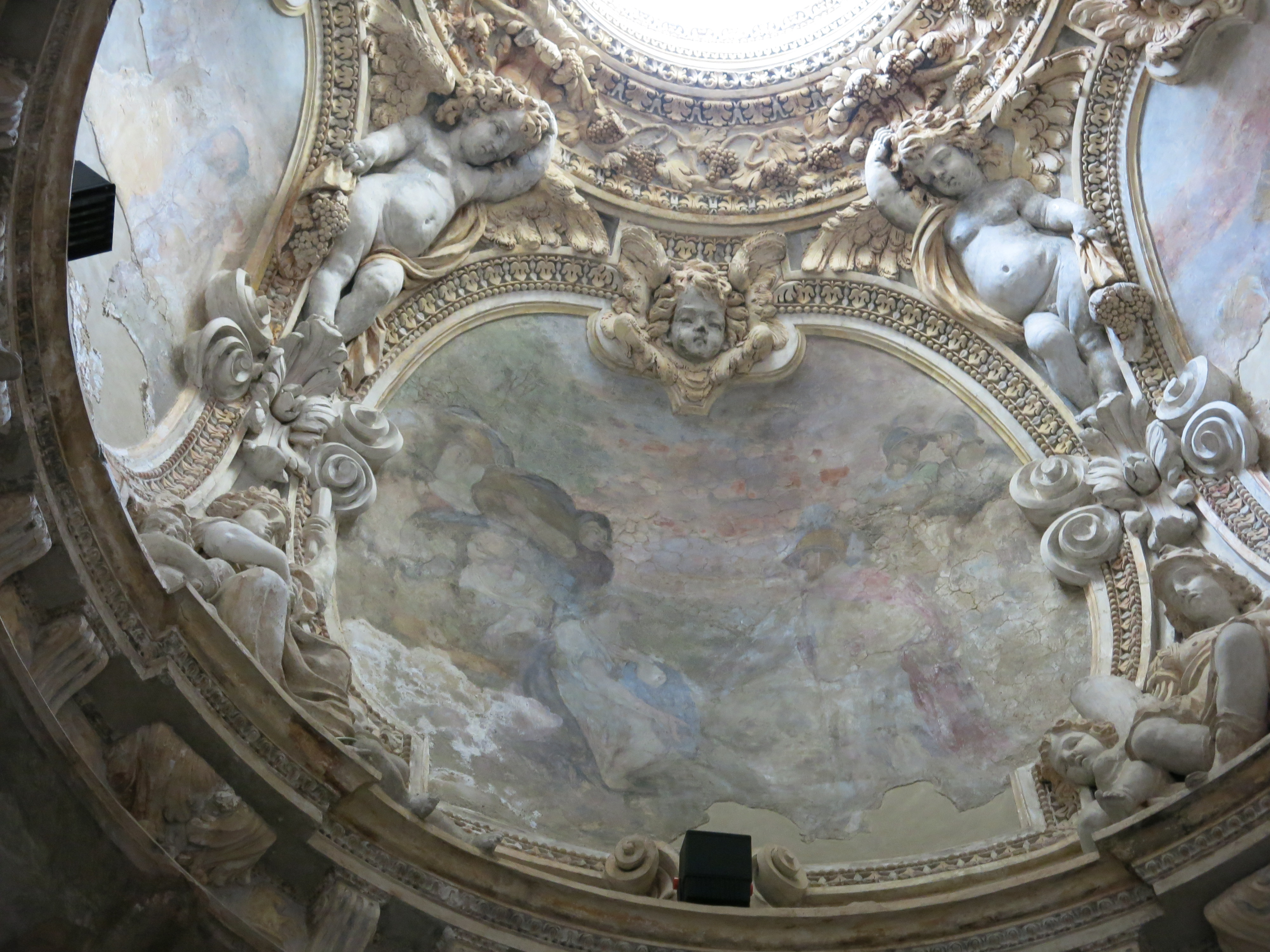
Particolare della cupola con affreschi di Aniello Falcone

Gli affreschi nella cupola con quattro Storie dell'Antico Testamento e allegorie nei pennacchi sono di Aniello Falcone e risalgono al 1641. Le scene, seppur degradate e di difficile lettura, determinano una narrativa unitaria avente lo scopo di elogiare il casato Firrao: il riquadro con David e Abigail è collocato in corrispondenza del pennacchio con l'allegoria della Liberalità, a simboleggiare le generosità del committente; Ruth e Boaz è sopra la Benignità in rappresentanza della benevolenza; Debora e Barac è collocata sopra la Grazia divina, che rappresenta l'abbondanza divina; mentre infine la scena del Ritorno dalla Terra Promessa sopra l'allegoria dell'Abbondanza rappresenta l'abbondanza terrena garantita dal casato Firrao.
I cicli sono intervallati da decorazioni in stucco di Donato Peri, ossia quattro cherubini soprastanti altrettante figure sedute lungo il cornicione rappresentanti le virtù cardinali (Prudenza, Temperanza, Fortezza e Giustizia), che a loro volta sono dialoganti anch'esse con gli affreschi del Falcone (rispettivamente con la saggia Abigail, la caparbia Ruth, con l'insistenza di Debora e con la terra promessa da Dio ai figli d'Israele). In tutto l'apparato decorativo vengono ripetuti i simboli del casato Firrao, quindi il cavallino rampante, la foglia con i tralci di vite e il grappolo d'uva, mentre gran parte delle dorature compiute da Nicola Falcone sono andate col tempo perdute.
Al centro della cupola il lanternino é decorato col cosiddetto "rosone fanzaghiano".